# Scott Stapp
Anthony Scott Flippen (8 de agosto de 1973) é um músico e cantor americano. Fundador da banda Creed, junto com seu amigo Mark Tremonti. Na carreira solo, ele lançou os álbuns The Great Divide (2005) que vendeu 300 mil cópias em uma semana e Proof of Life (2013) que se tornou sucesso de críticas.
Stapp ganhou vários reconhecimentos durante a carreira, inicialmente sua voz era muito assemelhada com a do vocalista do Pearl Jam Eddie Vedder, mas logo quem ouvia seu vocal nas músicas do Creed, discernia com clareza seu timbre grave. ganhou um prêmio Grammy na canção "With Arms Wide Open", gravada com o Creed, de sua autoria. Além de mais de 60 milhões de álbuns vendidos pelo mundo e mais de 23 discos de platina e vários de ouro e ouro duplo. Em 2006, a revista Hit Parader colocou Stapp como o 68º melhor vocalista de heavy metal de todos os tempos.
Atualmente é vocalista da banda Art Of Anarchy, substituindo Scott Weiland. A banda também tem o ex-Guns N' Roses Bumblefoot.